# Дембовецкий, Василий Эдуардович
Василий Эдуардович Дембовецкий (28 ноября [10 декабря] 1883, Александровск — 6 мая 1944, Сыктывкар) — русский поэт серебряного века, учёный-филолог, педагог.

## Биография

### Ранние годы
Родился в 1883 году в городе Александровске Екатеринославской губернии (ныне — Запорожье). Отец — Эдуард Васильевич Дембовецкий, коллежский асессор из польских дворян. Мать — Евгения Николаевна, русская, учительница музыки, внучка математика Николая Ивановича Лобачевского. Василий был четвёртым ребёнком в семье: старший брат — Виктор, сёстры — Валентина и Надежда; младшие братья — Владимир, Николай и Евгений. Дядя — Александр Станиславович Дембовецкий, могилёвский губернатор.
Три года обучался в Бахмутской гимназии, затем перевёлся в Павлоградскую, которую и окончил в 1903 году. Учился на отлично, особенно хорошо преуспевал в русской словесности. К гимназическим годам относятся и его первые литературные опыты, хотя большая часть ранних произведений не сохранилась, поскольку Дембовецкий считал эти опыты неудачными.
В 1903—1908 учился на словесном отделении историко-филологического факультета Санкт-Петербургского университета. За участие в студенческих забастовках и публикацию стихотворения «Памяти павших» в 1905 году был исключен из учебного заведения и выслан в Томск. О восстановлении талантливого юноши в вузе ходатайствовал известный географ Григорий Николаевич Потанин. Благодаря его усилиям Дембовецкий вновь сел на студенческую скамью. Во время ссылки поэт предпринял путешествие по Сибири, побывал в Минусинске, Красноярске. В этих поездках и познакомился с художником Василием Ивановичем Суриковым. Он также познакомился с Константином Константиновичем: великий князь тоже писал стихи, которые подписывал псевдонимом «К.Р.», и высоко отзывался о творчестве Дембовецкого. 

### Начало педагогической деятельности
В 1908—1911 годах учительствовал в Павлоградской гимназии. Также в 1911 году молодой преподаватель был избран секретарём педагогического совета гимназии. Одновременно давал уроки в частной гимназии Е. А. Машкевич (1910—1911).
В 1911 году покончил самоубийством брат Василия Виктор, не выдержав измены супруги. В след за ним умерла и мать Евгения Николаевна. Здоровье самого Василия пошатнулось, у него диагностировали туберкулёз. В сентябре 1911 года он по совету врачей перебрался в Феодосию, где устроился на работу в женскую гимназию. С 1912 года преподавал в Феодосийском учительском институте языковедение, теорию словесности, историю литературы и методику русского языка и литературы.
В Феодосии Дембовецкий познакомился с Максимилианом Волошиным. Читал свои стихи на многочисленных литературных вечерах, в том числе вместе с Мариной Цветаевой ― которая ценила его творчество. В 1914 году издал сборник своих произведений под названием «Волокна и ткани». В сборнике преобладает любовная лирика и философские произведения, а также зарисовки из гимназической жизни и воспоминания из детства поэта. С того же года Дембовецкий параллельно начать преподавать в мужской гимназии.
В 1916 году Дембовецкий познакомился со своей будущей женой Ниной Дмитриевной, студенткой учительского института. Дембовецкий был на 14 лет её старше. Весной 1917 они обвенчались.
В конце 1916 года по инициативе начальника Феодосийского порта Александра Александровича Новинского в городе было основано литературно-художественное общество, получившее название «Киммерика». Активное участие в жизни объединения принимали Волошин, Юрий Галабутский, Галина Полуэктова, Фаина Раневская и сам Дембовецкий. В том же году выходит вторя книга поэта — «Тридцать столетий назад», посвящённая сравнению Троянской войны и шедшей тогда Первой мировой.
В начале 1917 года за выслугу лет Дембовецкий как потомственный дворянин был награжден орденом святого Станислава III степени. В 1917 году вышла в свет третья книга — научный труд под названием «О чертах быта в русском орнаменте», который он составил десятью годами ранее, но не имел возможности издать.

### После революции
В феврале 1918 году у супружеской пары родилась дочь Евгения. С началом Гражданской войны оживилась творческая жизнь в Феодосии: в город стекались представители интеллигенции, спасавшиеся от преследований большевиков. Дембовецкий принимал живое участие в новообразованных литературных объединениях.
После окончания войны поэт продолжил свою педагогическую деятельность в Крыму. Он также занимался рисованием. В 1926 году перебрался в Донецк, где начал преподавать в Горном институте и школе-семилетке. В 1929 году в Феодосии у Дембовецких родилась вторая дочь — Любовь. В этом же году Василий Эдуардович переехал из Сталино в Архангельск к брату Владимиру, который к тому времени уже был крупным учёным-инженером. Работал в лесотехническом институте, Обозерском лесном техникуме Северного края. Вскоре к Василию присоединилась супруга с детьми.
В 1932—1934 годах Дембовецкий преподавал в Куйбышевском педагогическом институте. В 1934—1935 годах лечился в Москве и работал в педагогическом институте им. Бубнова. Его семья в это время жила в Малаховке в Подмосковье, на даче Владимира Дембовецкого — брата Василия. С работой в пединституте Дембовецкому, по некоторым предположениям, помог его бывший ученик, феодосиец Николай Никанорович Кухарков — в то время заместитель народного комиссара просвещения Андрея Бубнова. тот же Кухарков посоветовал Дембовецкому покинуть Москву и осесть подальше от столицы — чтобы уберечь себя и свою семью. В 1937 году Бубнов и Кухарков как «враги народа» были репрессированы. Не избежал репрессий и Владимир — брат Дембовецкого, который погиб в начале 1940-х годов.
С 1935 года работал в Сыктывкаре в Коми пединституте, занимался переводами с языка коми. В последние годы своей жизни болел водянкой. Скончался 6 мая 1944 года.
Книги и стихи Дембовецкого после смерти практически не переиздавались, его имя и ныне неизвестно широкому кругу читателей.